# Muzyka (album)
Muzyka – dziewiąty album studyjny polskiej grupy rockowej Perfect, wydany 14 października 2016 r. Album promował utwór „Dobre dni”, który swoją premierę miał 30 września 2016 na antenie radiowej Trójki. Jest to pierwsza akustyczna płyta zespołu, zawiera odniesienia m.in. do klasycznego rock&rolla oraz bluesa.

## Lista utworów
Źródło.
1. „Dobre dni”
2. „Zgaś papierosa”
3. „Czy to już”
4. „Tylko mnie kołysz”
5. „Ludzie niepowszedni”
6. „Ta sama krew”
7. „Dzień jak dziś”
8. „Kocham się w życiu”
9. „Za ile kobiet”
10. „Daję słowo”
11. „M.U.S.K.K.”

## Autorzy
Muzyka
- Dariusz Kozakiewicz – utwory: 1, 2, 3, 4, 5, 9, 11
- Sebastian Piekarek – utwory: 6, 8
- Grzegorz Markowski – utwór 7
- Piotr Urbanek – utwór 10

Słowa
- Adam Nowak – utwór 1
- Jacek Cygan – utwory: 2, 5, 8
- Piotr Bukartyk – utwór 3
- Bogdan Loebl – utwór 4
- Robert Gawliński – utwór 6
- Wojciech Waglewski – utwory: 7, 10
- Kuba Zaczek – utwór 9

## Skład zespołu
- Grzegorz Markowski – śpiew
- Dariusz Kozakiewicz – gitary akustyczne 6 i 12 strunowe, gitara elektryczna, guitalele, banjo dean, baton rouge sun, gitara rezofoniczna, organy Hammonda, sample i loopy
- Jacek Krzaklewski – gitara akustyczna
- Piotr Urbanek – jazz bass, NXT 5 string electric double bass
- Piotr Szkudelski – perkusja

Gościnnie:
- Andrzej Jagodziński – instrumenty klawiszowe
- Henryk Miśkiewicz – saksofon
- Anita Jadacka i Sebastian Piekarek – chórki